# Delincuente
Delincuente é um filme de drama mexicano de 1984, dirigido por Sergio Vejar e protagonizado por Lucero e Pedro Fernández. Este é o segundo filme em que protagonizam. O primeiro foi Coqueta de 1983. Delincuente somente foi filmado e lançado devido aos pedidos dos fãs de Lucero e Fernández, que não gostaram do término de seus respectivos personagens em Coqueta.

## Sinopse
Cecília Suárez (Lucero) é uma jovem modelo, que posa para seu amigo que é fotógrafo. Certa noite, o fotógrafo e seus amigos acabam conhecendo Alejandro (Pedro Fernández), um jovem de rua e decidem acolhê-lo. Alejandro ao ver o quadro com a foto de Cecília, se apaixona por ela e para conhecê-la e conquistá-la, ele resolve mudar todo o seu jeito de ser, já que Cecília é de uma família rica.

## Elenco
- Lucero: Cecília Suárez
- Pedro Fernández: Alejandro
- Nuria Bages: Mãe de Cecília
- José Elías Moreno: Gonzalo

## Músicas tocadas no filme
- "Con Tan Pocos Años", interpretada por Lucero